# Axonopus comans
Axonopus comans là một loài thực vật có hoa trong họ Hòa thảo. Loài này được (Döll) Kuhlm. mô tả khoa học đầu tiên năm 1922.